# کولیای
کولیای (به لاتین: Kuliai) یک شهرک در لیتوانی است که در شهرستان تلشای واقع شده‌است. کولیای ۶۲۵ نفر جمعیت دارد.